# 邢元敏 (1949年)
邢元敏（1949年11月—），男，汉族，山东龙口人，中华人民共和国政治人物。2008年1月至2013年1月任天津市政协主席。在中共十六大上当选为中央纪委委员，在中共十七大上当选为第十七届中央委员会候补委员。

## 生平
曾任内蒙古生产建设兵团二师十二团七连（后改为新安农场四分场）指导员、党支部书记兼场长，南开大学团委书记。
- 1984年2月起，先后任共青团天津市委副书记，市高教局副局长、党组书记、局长，市教委副主任（常务）、主任，市委教卫工委副书记。
- 1988年5月，任中共天津市委常委、教卫工委书记。
- 2002年10月，任中共天津市委副书记、市纪委书记，市委教卫工委书记。
- 2003年2月，任中共天津市委副书记、市纪委书记。
- 2006年11月，任中共天津市委副书记。
- 2008年1月，任天津市政协主席。
- 2013年1月，卸任天津市政协主席。

## 趣闻
在邢元敏任天津市政协主席的同时期内，重庆市政协主席邢元敏与其重名。